# St. Jakobus (Urschalling)

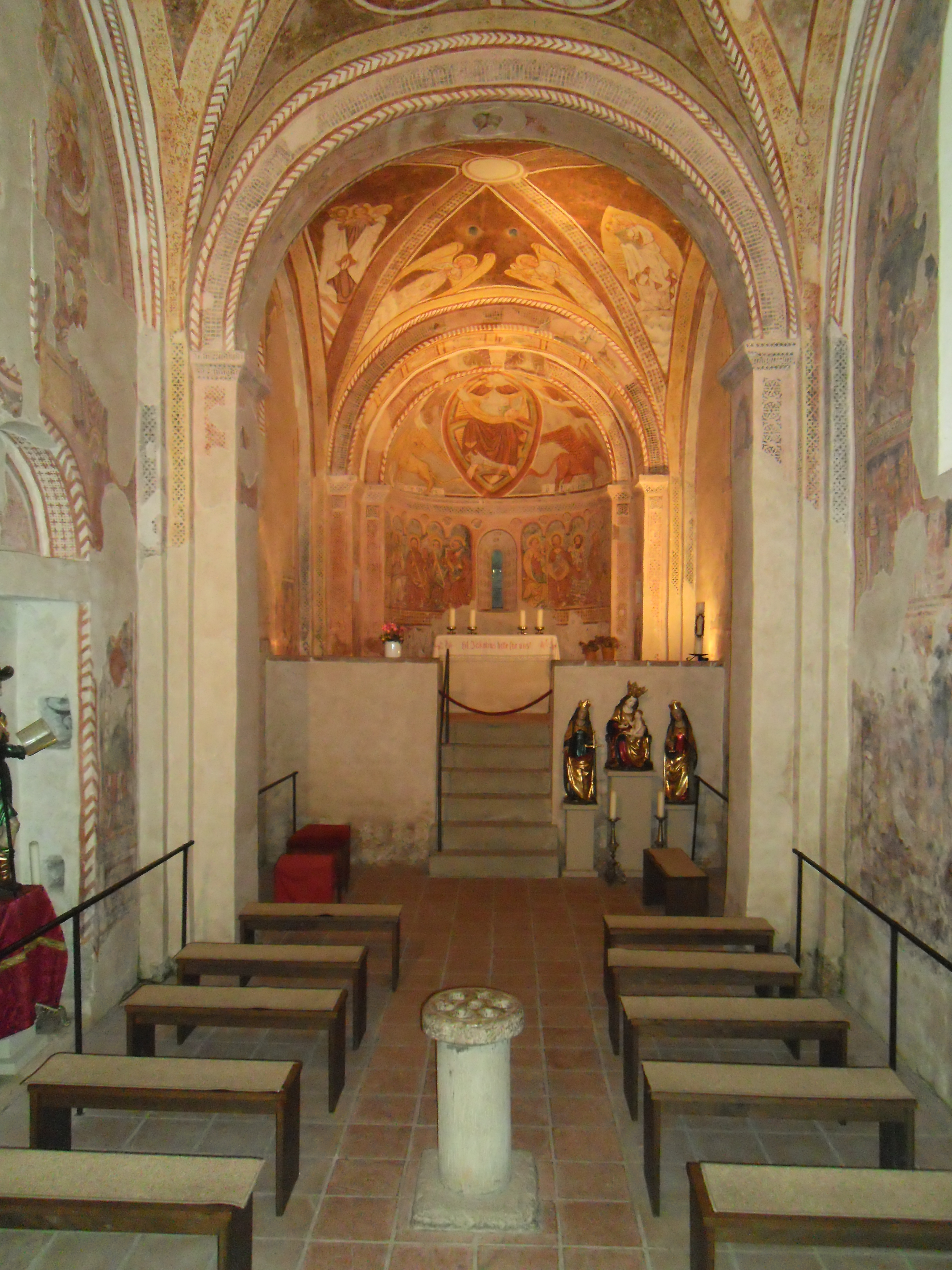
Blick auf den Chor, links oben am
Chorgewölbe zwischen zwei Bogenrippen das Dreifaltigkeitsfresko

Die römisch-katholische Kirche Sankt Jakobus in Urschalling ist eine romanische Kirche, die vor allem wegen ihrer umfangreich erhaltenen spätgotischen Ausmalung bedeutend und bekannt ist.

## Geografische Lage
Die Kirche liegt im Ortsteil Urschalling von Prien am Chiemsee auf einer Anhöhe, die sich westlich der Ebene erhebt, in der der Chiemsee liegt.

## Gebäude
Die Kirche war Teil einer Burganlage, die die damals den Chiemgau beherrschenden Grafen von Falkenstein zwischen 1158 und 1200 anlegten. 1158 hatten die Falkensteiner die Vogtei über das Kloster Herrenchiemsee und dessen Besitzungen im westlichen Chiemgau erhalten. Von dieser Burg ist heute oberirdisch nichts mehr erhalten außer einem Wehrturm der Umfassungsmauer, der später durch einen Mauerdurchbruch in das Kirchengebäude integriert wurde. Den Falkensteinern verdankt die Kirche auch ihr Patrozinium: Der Heilige Jakobus war auch Schutzheiliger der Falkensteiner.
Die Kirche ist einschiffig mit einer eingezogenen Apsis und besitzt zwei Joche. Sie ist komplett eingewölbt, was in dieser Zeit noch ungewöhnlich ist und auf den Reichtum der Falkensteiner hinweist. Die Einwölbung erforderte starke Außenmauern, auf denen die Gewölbe statisch sicher aufliegen konnten. Diese starken Außenmauern haben zum einen die Kirche Jahrhunderte lang stabil gehalten und machten zum andern jeden Umbau der Kirche sehr aufwändig, so dass er weitgehend unterblieb.
Die östliche Hälfte des östlichen Jochs und die Apsis bilden zusammen den Chor der Kirche, der durch einen Lettner markant vom Kirchenschiff getrennt ist. Dies wird noch dadurch betont, dass der Chorbereich gegenüber dem Schiff um sechs Stufen höher gelegt ist. Diese Gesamtsituation ist eine Rekonstruktion aufgrund von Baubefunden, da der Boden um 1500 höher gelegt worden war und der Innenraum im Barock wesentlich umgestaltet wurde.
Die Kirche überdauerte die Jahrhunderte nahezu unverändert. Erst während des Barock wurde in das innere und äußere Erscheinungsbild massiv eingegriffen: Die Kirche erhielt 1711 einen neuen Dachstuhl. Dabei wurde über der Apsis ein kleiner Turm mit Zwiebelhaube errichtet. Weiter wurde die Wände und Gewölbe nahezu füllende Bemalung im Innern übertüncht und in die Außenwände wurden größere Fenster eingebrochen. Auf den nun unsichtbaren Freskenbestand wurde dabei keine Rücksicht genommen.

## Fresken
Unter den zahlreichen Putz- und Farbschichten, mit denen die Innenwände der Kirche vom 17. bis 19. Jahrhundert bedeckt wurden (nachgewiesene Übertünchungen: 1612, 1731, 1793/94, 1852), haben sich Ausmalungen aus zwei unterschiedlichen Epochen des Mittelalters erhalten. Von der älteren, romanischen Ausmalung wurde nur wenig freigelegt, da dazu die diese Malschicht überdeckenden gotischen Fresken zerstört werden müssten.

### Romanische Fresken
Nach der Erbauung der Kirche wurde diese im 12. Jahrhundert erstmals mit Fresken ausgestattet. Damals wurde nur das östliche Joch und die Apsis ausgemalt. Davon ist heute ein Bild, Adam und Eva nach dem Sündenfall, komplett freigelegt. Weiter sind romanische Malereireste am Fuß der nördlichen Lettnerwand zu erkennen: Adam, Eva und die Schlange. Auch in der Apsis wurde in der untersten Ebene ein Teil der romanischen Malerei freigelegt, ein Vorhang.

### Gotische Fresken
An diesem Vorhang zeigt sich besonders deutlich, dass der gotische oder die gotischen Maler um 1390 die Motive der ursprünglichen romanischen Malerei im gotischen Stil übermalt haben, ohne sie zu ändern.
So fand auch die für 1390 altertümlich-byzantinisch wirkende Darstellung von Jesus Christus als Pantokrator in einer Mandorla in der Apsis Aufnahme in den Bilderzyklus. Umgeben ist er von den Symbolen der vier Evangelisten. Darunter sind die 12 Apostel dargestellt, im Jochbogen zur Apsis die fünf klugen und die fünf törichten Jungfrauen.
An der Südwand folgt eine Verkündigungsszene, die zur Hälfte durch einen Fensterdurchbruch um 1500 zerstört wurde. Gegenüber, auf der Nordwand, ist die Huldigung der Heiligen Drei Könige dargestellt. Die vermutlich benachbart dargestellte Geburtsszene wurde ebenfalls durch einen Fensterdurchbruch zerstört. Die Südwand im zweiten Joch zeigt in zehn Bildern die Leidensgeschichte Jesu, das Geschehen vom Einzug Jesu in Jerusalem bis zu seiner Grablegung. Gegenüber sind Auferstehungsszenen und Mariä Himmelfahrt dargestellt. Die übrigen Flächen sind überwiegend mit Bildern von Heiligen bedeckt.
Die einzelnen Bildfelder sind streng gegeneinander abgegrenzt und zum Teil durch Streifen mit Schablonenmalerei getrennt. Verwendet wurden ausschließlich Erdfarben.
Einen hohen Bekanntheitsgrad hat das ungewöhnliche Dreifaltigkeitsfresko erlangt, weil hier der Heilige Geist gelegentlich als Frau gedeutet wird. Wahrscheinlicher allerdings, dass der Heilige Geist hier lediglich als bartloser Jüngling dargestellt ist. Ungewöhnlich ist auch die Darstellung eines „lebendigen Gehenkten“, womit auf ein vom Heiligen Jakobus bewirktes Wunder hingewiesen wird.

### Barocke Ausstattung
Die barocke Kirchenausstattung wurde zugunsten der Freilegung der Fresken weitestgehend beseitigt. Eine geschnitzte barocke Figur des Heiligen Jakobus ist einer der letzten Zeugnisse dieser Ausstattung. Er steht in der Nische des heute zugemauerten Eingangs aus der Erbauungszeit, an der Nordwand der Kirche.

### Wiederentdeckung und Konservierung
1808 wurde erstmals wieder festgestellt, dass sich unter dem Wandputz Malerei befand. Aber erst 1927 wurden, nachdem ein Stück Putz von der Wand abgefallen war, erste Fresken auch wieder freigelegt. 1941/42 wurden dann durch das Bayerische Landesamt für Denkmalpflege alle Wände von den Putz- und Farbschichten befreit, die die Ausmalung überdeckten. In der Folge kam es zu Algen- und Schimmelpilzbefall an den Fresken, so dass das Gebäude 1966–1968 insgesamt saniert werden musste. Dabei wurde auch das zwischenzeitlich verfüllte, bauzeitliche Bodenniveau im Innern wieder hergestellt und auch der romanische Lettner rekonstruiert. 1980–1991 musste erneut eingegriffen werden, weil die Feuchtigkeit die Fresken weiter schädigte. Inzwischen wurde auch eine Klimaanlage eingebaut, um die Feuchtigkeit konstant niedrig zu halten.

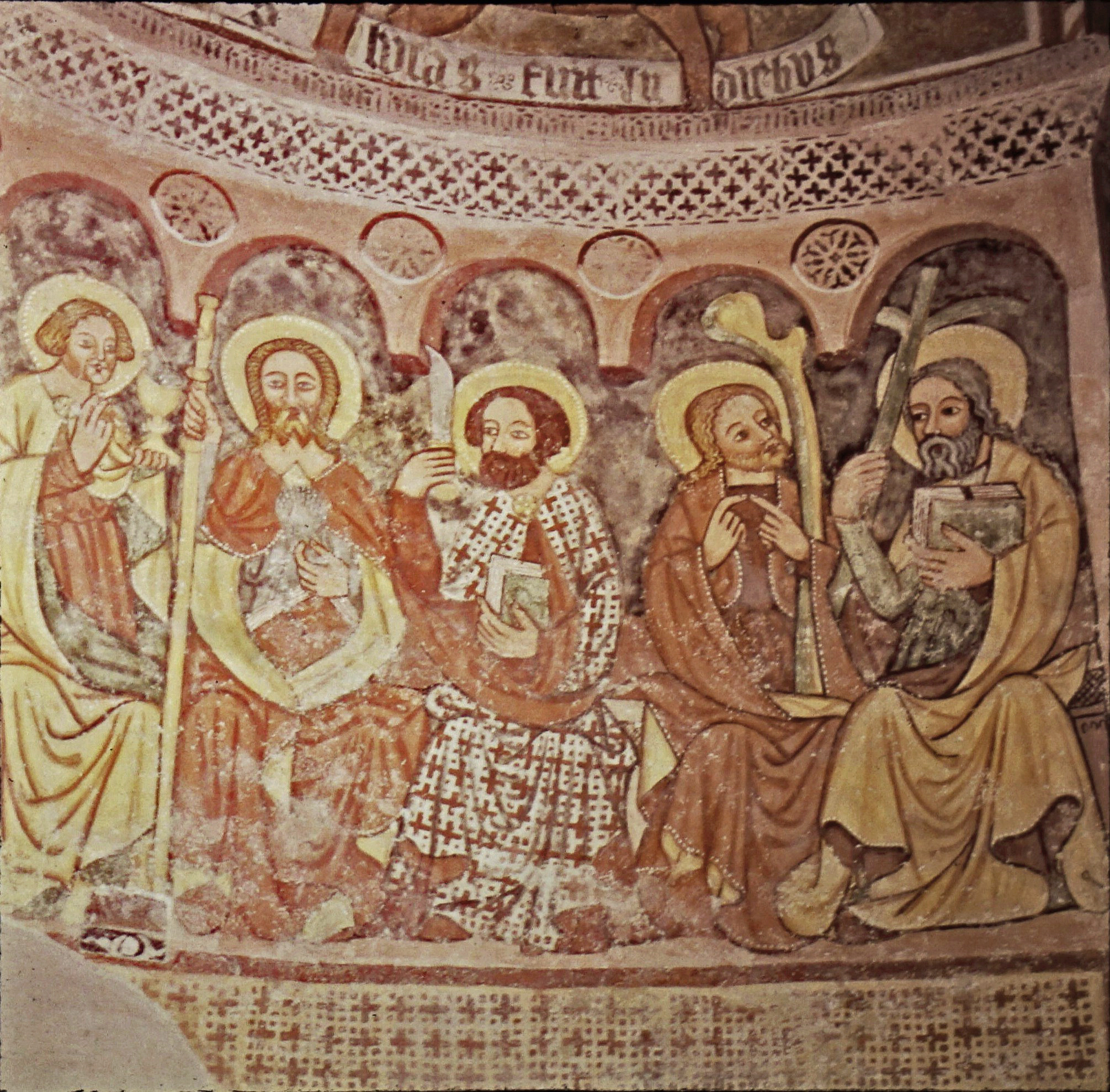
Fresko, Zustand 1960
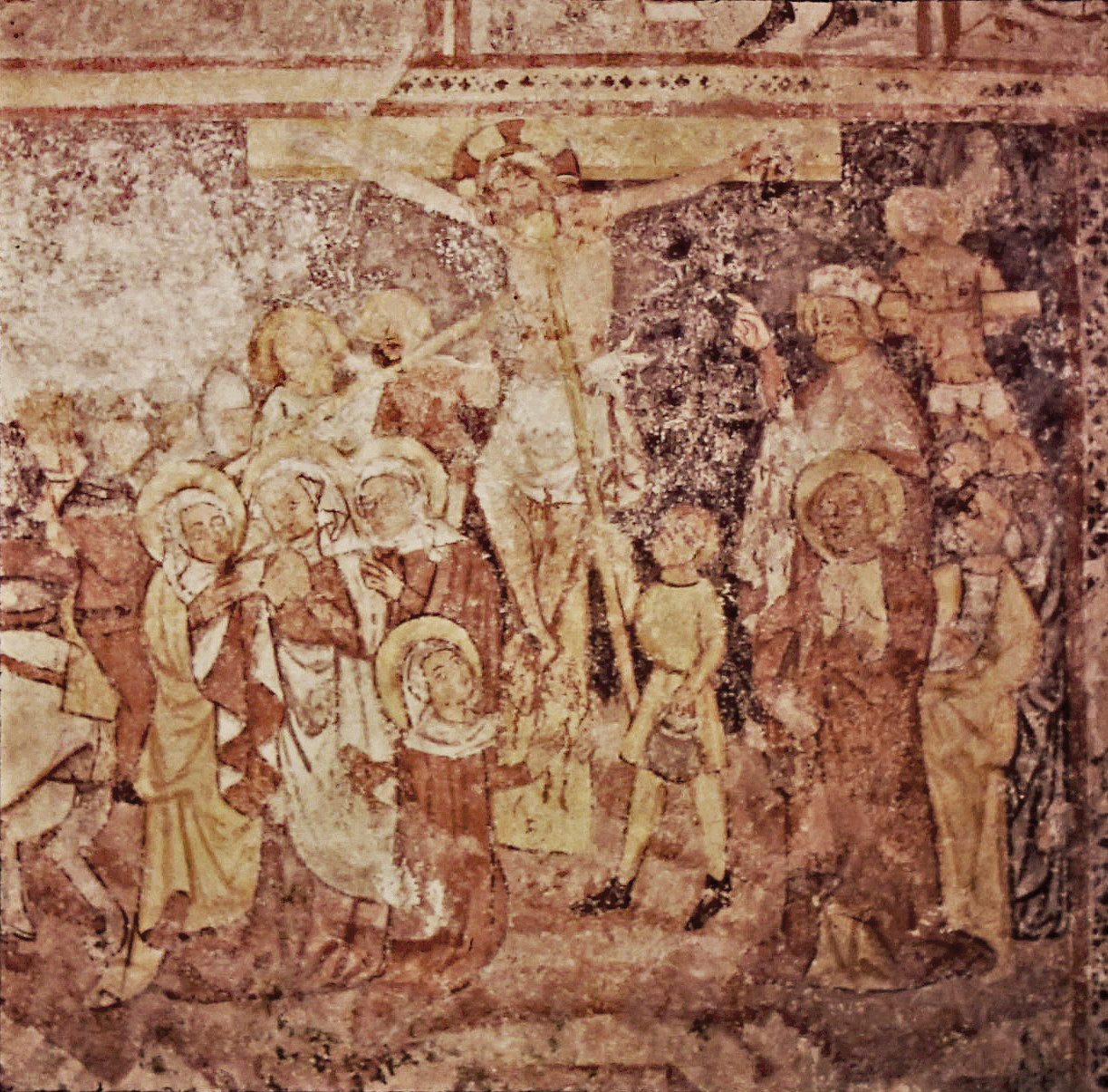
Fresko, Zustand 1960

## Orgel
Das historische einmanualige Orgel-Positiv mit kurzer Oktave stammt aus der Mitte des 18. Jahrhunderts. Der Name des Erbauers ist unbekannt. Es wurde ursprünglich als Chororgel für das Kloster Reisach am Inn geschaffen, kam 1847 in die Kirche St. Bartholomäus in Hittenkirchen und 1870 nach Urschalling. Der mit Roncailleschnitzereien geschmückte Prospekt lässt sich durch zwei aufklappbare Flügel verschließen. Die Disposition lautet:
| Manual C–c3 |           |              |
| 1.          | Gedackt   | 8′           |
| 2.          | Flöte     | 4′           |
| 3.          | Principal | 2′           |
| 4.          | Oktävlein | 1′ (rep. c3) |

## Wissenswert
Die Kirche gehört heute zur römisch-katholischen Pfarrgemeinde Prien.
Auf dem Mittelgang des Kirchenschiffs steht eine tischhohe runde Steinsäule mit einer überwölbenden runden Abschlussplatte, die oben sieben flache zylinderförmige Vertiefungen aufweist. Der ursprüngliche Verwendungszweck des Objekts ist ungeklärt, vermutlich handelt es sich um einen Ölleuchter.